# Afrique du Sud-Roumanie en rugby à XV
Cet article retrace les confrontations entre l'équipe d'Afrique du Sud de rugby à XV et l'équipe de Roumanie de rugby à XV. Les deux équipes se sont affrontées deux fois en Coupe du monde.

## Les confrontations
Voici la liste des confrontations entre ces deux équipes :
| No | Date              | Lieu                                     | Match                     | Score  | Compétition              |
| -- | ----------------- | ---------------------------------------- | ------------------------- | ------ | ------------------------ |
| 1  | 30 mai 1995       | Newlands Stadium, Le Cap, Afrique du Sud | Afrique du Sud – Roumanie | 21 – 8 | Coupe du monde (Poule A) |
| 2  | 17 septembre 2023 | Matmut Atlantique, Bordeaux, France      | Afrique du Sud – Roumanie | 76 – 0 | Coupe du monde (Poule B) |